# Сизов, Андрей Анатольевич
Андрей Анатольевич Сизов (род. 20 мая 1967, Красноярск, РСФСР, СССР) — советский, российский хоккеист с мячом, двукратный чемпион мира, Заслуженный мастер спорта СССР (1991).

## Биография
А. А. Сизов — воспитанник красноярского хоккея с мячом.
В составе «Енисея» четырежды становился чемпионом СССР (1986, 1987, 1989, 1991), трижды с командой становился обладателем кубка европейских чемпионов (1987, 1989, 1990).
Четырежды (1987, 1989, 1991, 1992) включался в список 22 лучших игроков сезона, причём в 1991 и 1992 году был признан лучшим защитником.
Участник трёх чемпионатов мира в составе сборной СССР и сборной России.
В 1992 году выехал выступать за шведский «Транос».